# Bernd Jensch
Bernd Jensch (Alemania) es un gimnasta artístico alemán que, compitiendo con Alemania del Este, logró ser medallista de bronce mundial en 1983 en la prueba de salto.

## 1983
En el Mundial que se celebró en Budapest ganó el bronce en salto de potro, quedanso situado en el podio tras el soviético Artur Akopyan (oro) y el chino Li Ning (plata).